# Čuba
Čuba (869 m) – szczyt na Słowacji w paśmie Magury Spiskiej. Nie znajduje się w jej głównym grzbiecie, lecz w bocznym, południowo-wschodnim grzbiecie opadającym od wierzchołka Plontany. Grzbiet ten poprzez szczyty Zbojnícky stôl (1020 m), Veľká Kýčera (966 m) oraz  Čuba i Čierťaž (778 m) opada do miejscowości Drużbaki Wyżne (Vyšné Ružbachy) i oddziela doliny potoków o nazwie Zálažný potok i Križny potok.
Čuba jest porośnięta lasem. Wszystkie jej stoki z wyjątkiem północno-wschodnich, od strony Veľkej Kýčery są strome. Na przełęczy między Čubą i  Veľą Kýčera znajduje się duża łąka, łukowato ciągnąca się w kierunku północno-wschodnim. Biegnie nią żółty szlak turystyczny. Drugi, zielony, biegnie południowymi podnóżami Čuby.

## Szlaki turystyczne
Drużbaki Wyżne – Panské lúky – Podoliniec